# Chitose
Chitose (jap. 千歳市, Chitose-shi) – miasto w Japonii, w prefekturze Hokkaido, w podprefekturze Ishikari. Na jego terenie znajduje się port lotniczy Sapporo-Chitose, największy na Hokkaido i położony najbliżej Sapporo. Miasto ma powierzchnię 594,50 km². W 2020 r. mieszkało w nim 97 950 osób, w 43 635 gospodarstwach domowych  (w 2010 r. 93 604 osoby, w 38 374 gospodarstwach domowych) .
W mieście rozwinął się przemysł spożywczy, meblarski oraz hutniczy.

## Miasta partnerskie
- Anchorage, Stany Zjednoczone
- Ibusuki, Japonia
- Kongsberg, Norwegia